# Detroit street circuit
Detroit street circuit je městský závodní okruh v ulicích Michiganského města Detroit. Od roku 1982 do roku 1988 sloužil pro závody Formule 1 a americké série CART. Ta zde, na rozdíl od F1, vydržela až do roku 1991. Městský okruh se nacházel poblíž Renaissance Center a Cobo Areny. Pro část tratě bylo využíváno také dálnice M-1, někdy nazývané Woodward Avenue.

## Historie

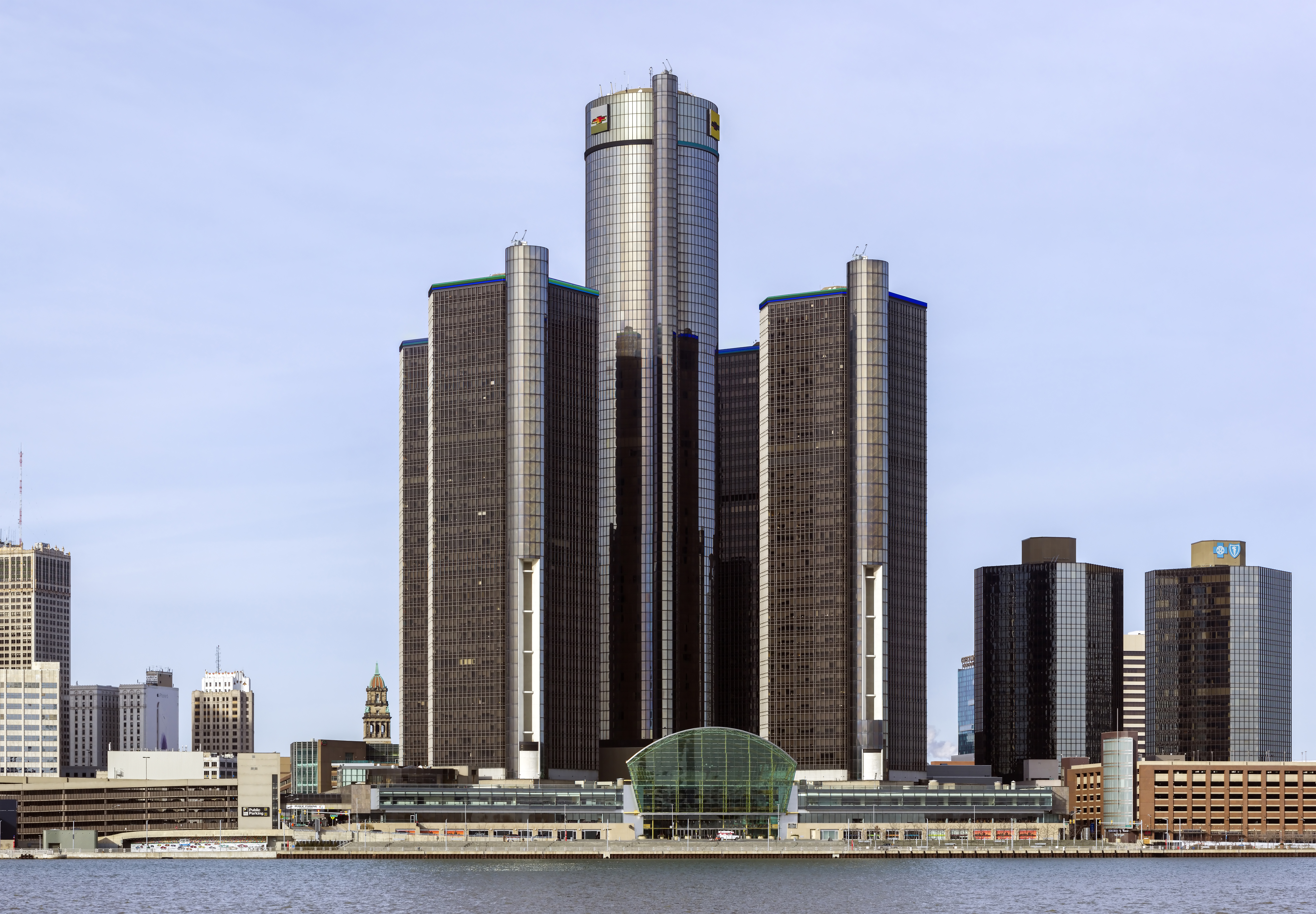
Renaissance Center

Okruh byl vytvořen pro účely F1 roku 1982 za účelem zvýšit tou dobou již mírně stagnující mezinárodní pověst města. Pro kalendář závodů vozů F1 v roce 1982 to tak znamenalo celkově tři velké ceny odehrávající se na území USA. Ostatní závody se odehrávaly v kalifornském Long Beach a nevadském Las Vegas. V první velké ceně zaznamenal vítězství jezdec John Watson, který vjížděl do závodu ze 17. místa, což je nejzazší místo, ze kterého kdy startoval na městském okruhu nějaký jezdec, jenž tu danou velkou cenu vyhrál.          
O rok později zde vyhrál italský závodník Michele Alboreto s vozem Tyrell 011. Bylo to naposled, co na nějaké velké ceně zvítězil 3l V8 motor Cosworth DFV. Byl to také poslední vyhraný závod pro závodní stáj Tyrrell.
Trať v Detroitu si brzy získala pověst velmi náročné velké ceny. Byla velmi hrbolatá a občas byl na některých místech dokonce lehce popraskaný asfalt z důvodu extrémních veder. Během 80. let 20. století byl městský okruh v Detroitu vůbec nejnáročnější velkou cenou jak pro samotné piloty, tak i pro monoposty. Velmi často se stávalo, že značné množství jezdců závod kvůli mechanickým problémům nebo kvůli kolizi nedojelo. Největší zátěž byla kladena na brzdy a převodovky vozů; jezdci museli velmi prudce brzdit až 20× za kolo. K tomu, aby mohli kolo v rozumném čase zajet, museli přeřadit 50× až 60× za kolo. Jezdci byly vystaveni obrovskému vedru v kombinaci s klasickou manuální převodovkou, takže se nelze divit, že mnozí tento závod neměli rádi. Největší protesty proti pořádání velké ceny právě v ulicích dusného Detroitu měl Alain Prost, a to i přesto, že zde byl dvakrát druhý a dvakrát třetí. Dalším, kdo se velmi často vyjadřoval dosti nechvalně o okruhu, byl další mistr světa, Brazilec Nelson Piquet.
Poslední sezonou, kdy se v kalendáři okruhů F1 okruh objevil, byl ročník 1988. Byl to rok, kdy teplota vzduchu v závodním víkendu dosahovala 38 °C. Kvůli tomu se místy velmi ošklivě roztékal a praskal asfalt na okruhu. Velká cena USA byla po sezoně 1988 přesunuta do ulic dalšího velkého amerického města; arizonského Phoenixu. Stalo se tak poté, kdy FISA ( dnes FIA ) shledala závažné nedostatky v oblasti boxů. Nejúspěšnějším pilotem na okruhu v Detroitu se stal Ayrton Senna, když zde dokázal vyhrát velké ceny v letech 1986, 1987, a 1988.
Jelikož pořádání závodu nebylo nadále pro Detroit profitabilní, tak posledním závodem, kterým se zde kdy jel, byl v roce 1991 závod z amerického seriálu CART.

## Trať v roce 1982
- Délka okruhu 4 023 m
- Rekord v kvalifikaci – 1:48.537 Alain Prost/1982
- Rekord v závodě – 1:50.438 Alain Prost/1982

| Rok  | Jezdec      | Konstruktér | Výsledky |
| ---- | ----------- | ----------- | -------- |
| 1982 | John Watson | McLaren     | Výsledky |

## Trať od roku 1983
- Délka okruhu 4 120 m
- Rekord v kvalifikaci – 1:38.301 Ayrton Senna/1986
- Rekord v závodě – 1:41.233 Nelson Piquet/1986

| Rok  | Jezdec           | Konstruktér | Výsledky |
| ---- | ---------------- | ----------- | -------- |
| 1983 | Michele Alboreto | Tyrell      | Výsledky |
| 1984 | Nelson Piquet    | Brabham     | Výsledky |
| 1985 | Keke Rosberg     | Williams    | Výsledky |
| 1986 | Ayrton Senna     | Lotus       | Výsledky |

## Trať od roku 1987
- Délka okruhu 4 023 m
- Rekord v kvalifikaci – 1:39.264 Ayrton Senna/1986
- Rekord v závodě – 1:41.233 Nelson Piquet/1986

| Rok  | Jezdec       | Konstruktér | Výsledky |
| ---- | ------------ | ----------- | -------- |
| 1987 | Ayrton Senna | Lotus       | Výsledky |
| 1988 | Ayrton Senna | McLaren     | Výsledky |